# Rzymkowice
Rzymkowice (niem. Ringwitz) – wieś w Polsce, położona w województwie opolskim, w powiecie nyskim, w gminie Korfantów. Historycznie leży na Górnym Śląsku, na ziemi prudnickiej. Położona jest na terenie Równiny Niemodlińskiej, będącej częścią Niziny Śląskiej.
W latach 1945–1954 miejscowość należała do gminy Łącznik w powiecie prudnickim. W latach 1975–1998 miejscowość należała administracyjnie do ówczesnego województwa opolskiego.
Według danych na 2011 wieś była zamieszkana przez 591 osób.

## Geografia

### Położenie
Wieś jest położona w południowo-zachodniej Polsce, w województwie opolskim, około 18 km od granicy z Czechami, w południowej części Równiny Niemodlińskiej, tuż przy granicy gminy Korfantów z gminą Biała (powiat prudnicki). Należy do Euroregionu Pradziad.

### Środowisko naturalne
W Rzymkowicach panuje klimat umiarkowany ciepły. Średnia temperatura roczna wynosi +8,3 °C. Duże zróżnicowanie dotyczy termicznych pór roku. Średnie roczne opady atmosferyczne w rejonie Rzymkowic wynoszą 605 mm. Dominują wiatry zachodnie.

## Nazwa
Po raz pierwszy wieś zanotowana w roku 1534 jako Rzenzkhowitz, kolejne zaś brzmiały: Ringwitz (1743, 1845, 1865, 1939), Riegnitz (1784), Rzynkowice (1845, 1865, 1890); ta ostatnia była nazwą gwarową używaną przez miejscową ludność polską. W alfabetycznym spisie miejscowości na terenie Śląska wydanym w 1830 roku we Wrocławiu przez Johanna Knie wieś występuje pod polską nazwą Rinkowicz oraz niemiecką nazwą Ringwitz. Topograficzny opis Górnego Śląska z 1865 roku notuje wieś pod polską nazwą Rzynkowice, a także niemiecką Ringwitz we fragmencie „Ringwitz (1534 Rzenzkowitz, Rzynkowice)”. 15 marca 1947 r. nadano miejscowości, wówczas administracyjnie należącej do powiatu prudnickiego, polską nazwę Rzymkowice.
Wieś nazywała się pierwotnie Rzędkowicami – od nazwy osobowej Rządek, co znaczyło: potomkowie, poddani Rzędka. Jej pierwotna nazwa została zamieniona wtórnie na Rzenkowice, a nawet Rzymkowice (skojarzenie z nazwą Rzym). Nazwa niemiecka Ringwitz jest formą zgermanizowaną wcześniejszej nazwy.
W gwarach prudnickich nazwa miejscowości występuje jako Rzymkowicy, Rzynkowicy, Rzyjnkowicy lub Rzyjńkowicy.

## Historia

### XVI–XX wiek
Pierwsza wzmianka o wsi pochodzi dopiero z 1534 r. (Rzenzkhowitz). Początki wsi nie są znane. Już w XIII w. powstał tu – przy drodze leśnej z Chrzelic do Przechodu – średniowieczny gród otoczony fosą i wałem obronnym. Pełnił on rolę strażnicy i prawdopodobnie komory celnej w późniejszych wiekach; leżał na szlaku handlowym biegnącym na Morawy i w tym miejscu pobierano cło od przewożonych towarów. Przyjąć można, jako rzecz niemal pewną, iż przy grodzie w XIV w. została założona i zaludniona przez rodzimą ludność polską osada. Istotne znaczenie w jej powstaniu odegrały dogodne warunki rozwoju gospodarczego, tj. położenie na ważnym szlaku handlowym. Mieszkańcy Rzymkowic od wieków zajmowali się rolnictwem, hodowlą bydła, trzody chlewnej i drobiu (zwłaszcza gęsi), a także wyrębem lasu i rzemiosłem. Mężczyźni trudnili się pracą w polu, hodowlą zwierząt domowych i naprawą sprzętu rolniczego. Zimową porą pracowali zarobkowo w lesie oraz przygotowywali drewno na opał. Starsi znów zbierali wiklinę i gałęzie brzozy. Z wikliny wyplatano koszyki, z gałęzi brzozowych zaś robiono miotły. Natomiast kobiety wykonywały prace pielęgnacyjne w polu i ogrodzie, opiekowały się dziećmi, dbały o czystość w domu i obejściu. W okresie zimy zaś większość kobiet i dzieci zajmowały się skubaniem pierza (szkubki), z którego następnie robiono poduszki i pierzyny, stanowiące wiano ślubne każdej miejscowej dziewczyny. Od 2 połowy XIX w. tradycyjnym zajęciem kobiet rzymkowickich był wyrób koronek siatkowych (artystyczne rękodzielnictwo), które nierzadko stanowiły podstawowe źródło utrzymania dla biedniejszych rodzin. Z tychże siatkowych koronek wyrabiano firanki, narzuty na łóżka, serwety stołowe (duże i małe), szaty liturgiczne itp. Dzieci z kolei pomagały rodzicom w gospodarstwie, wykonywały drobne prace w polu, ogrodzie i domu, pasły też gęsi. Wśród mieszkańców Rzymkowic było rozpowszechnione zbieranie w lesie jagód, malin, jeżyn, grzybów oraz ziół, a następnie ich suszenie i konserwowanie.

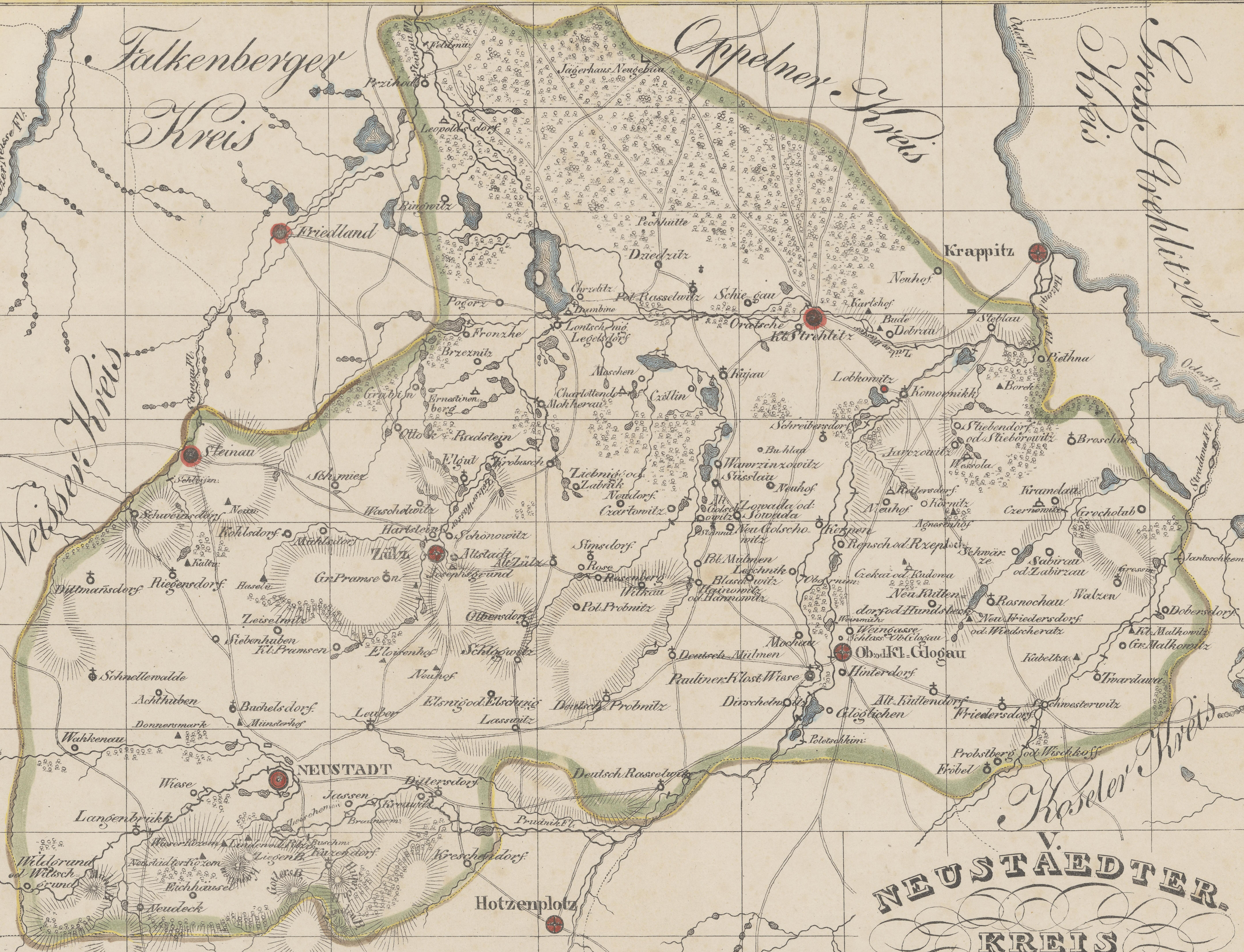
Rzymkowice (Ringwitz) wśród miejscowości ziemi prudnickiej na mapie z XIX wieku

Ziemia była tu licha (piaszczysta). Od wieków dominowała w Rzymkowicach ludność polska, a język polski (w postaci gwary śląskiej) niepodzielnie panował w praktykach religijnych. Rzymkowice nieco ucierpiały w okresie wojny trzydziestoletniej (1618–1648), kiedy to w 1632 r. protestanckie wojska króla szwedzkiego Gustawa Adolfa stoczyły tu potyczkę z wojskami cesarskimi (katolickimi), którymi dowodził Albrecht von Wallenstein. Zginęło wówczas kilku Szwedów, których zwłoki pogrzebano w pobliżu Rzymkowic. Do 1742 wieś należała do powiatu sądowego głogóweckiego w Monarchii Habsburgów. Po I wojnie śląskiej znalazła się w granicach Królestwa Prus i weszła w skład powiatu prudnickiego w prowincji Śląsk. Bardzo silnie ucierpiała wieś w 1754 r. wskutek olbrzymiego pożaru, który strawił większą część jej zabudowy. Z tego okresu wywodzi się tradycja corocznej mszy ślubowanej w dniu uroczystości ku czci św. Benedykta, tj. 21 marca.
Prawdopodobnie Rzymkowice były początkowo wsią kmiecą. W 1783 r. w Rzymkowicach, należących ówcześnie do dóbr chrzelickich, żyło 277 mieszkańców, w tym 21 kmieci 14 zagrodników (chłopów małorolnych), 7 chałupników. Z przytoczonych danych wynika, iż w końcu XVII w. wieś ta uległa silnemu rozwarstwieniu.

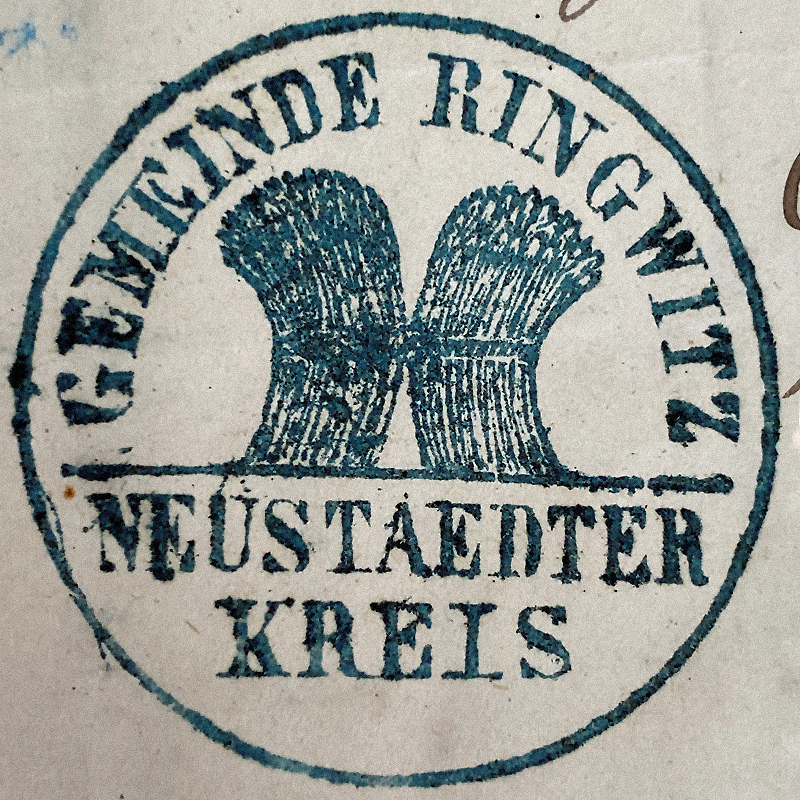
Pieczęć Rzymkowic (1885)

Wieś posiadała swoją własną pieczęć, która przedstawiała w polu dwa snopy zboża, a w otoku napis: GEMEINDE RINGWITZ / NEUSTAEDTER KREIS (pol. Gmina Rzymkowice / Powiat Prudnicki).
Znajduje się tu od niepamiętnych czasów wotywna kaplica drewniana z dzwonem pod wezwaniem Matki Boskiej Nieustającej Pomocy. Rzymkowiczanie należeli do korfantowskiej parafii rzymskokatolickiej. Z inicjatywy proboszcza korfantowskiego, ks. Walentego Wojciecha (późniejszego biskupa pomocniczego we Wrocławiu), wybudowano w Rzymkowicach w okresie od marca do listopada 1904 r. kościół pod wezwaniem św. św. Piotra i Pawła. Plac pod budowę ofiarował Jan Hirschmayer, mieszkańcy wsi natomiast transport i robociznę. Koszt budowy wyniósł 36 000 marek. W 1906 r. z parafii Korfantów wydzielona została lokalia rzymkowicka, która jako samodzielna parafia funkcjonuje od dnia 1 października 1920 r. Kościół rzymkowicki został konsekrowany w dniu 13 czerwca 1911 r.
Od początku XIX w. zaczęli się osiedlać w Rzymkowicach nowi ludzie, rodowici Niemcy, na co wyraźnie wskazują ich nazwiska: Teichman, Frey, Klamet, Hauschold. W 1820 r. zbudowano we wsi pierwszą szkołę katolicką, w której uczył 1 nauczyciel; uczęszczały do niej również dzieci z kolonii Pogórze. Przestrzenny rozwój Rzymkowic datuje się od 1830 r., kiedy to nadleśniczy z Prószkowa, baron Tichammer, podzielił jedno duże gospodarstwo na 15 parceli, na których budowano domy; w ten sposób powstała nowa część wsi (tzw. Pastewnik).
Istotnym wydarzeniem w dziejach Rzymkowic było wybudowanie nowej, murowanej szkoły; był to odosobniony dom.
W 1864 r. na ziemi będącej własnością Ignacego Apostla założono cmentarz.
Od końca lat 60. XIX w. do 1945 r. Rzymkowice były siedzibą obwodu urzędowego (gminy), na czele którego stał wójt; działał przy nim samorząd terytorialny Rzymkowic, Borku i Przechodu. W 1873 r. władze gminy rzymkowickiej zakupiły za 260 marek pompę strażacką. Na miejscu dawnego budynku gminnego zbudowano pierwszą remizę strażacką. Według spisu ludności z 1 grudnia 1910, na 895 mieszkańców Rzymkowic 34 posługiwało się językiem niemieckim, a 861 językiem polskim.

### Dwudziestolecie międzywojenne i II wojna światowa

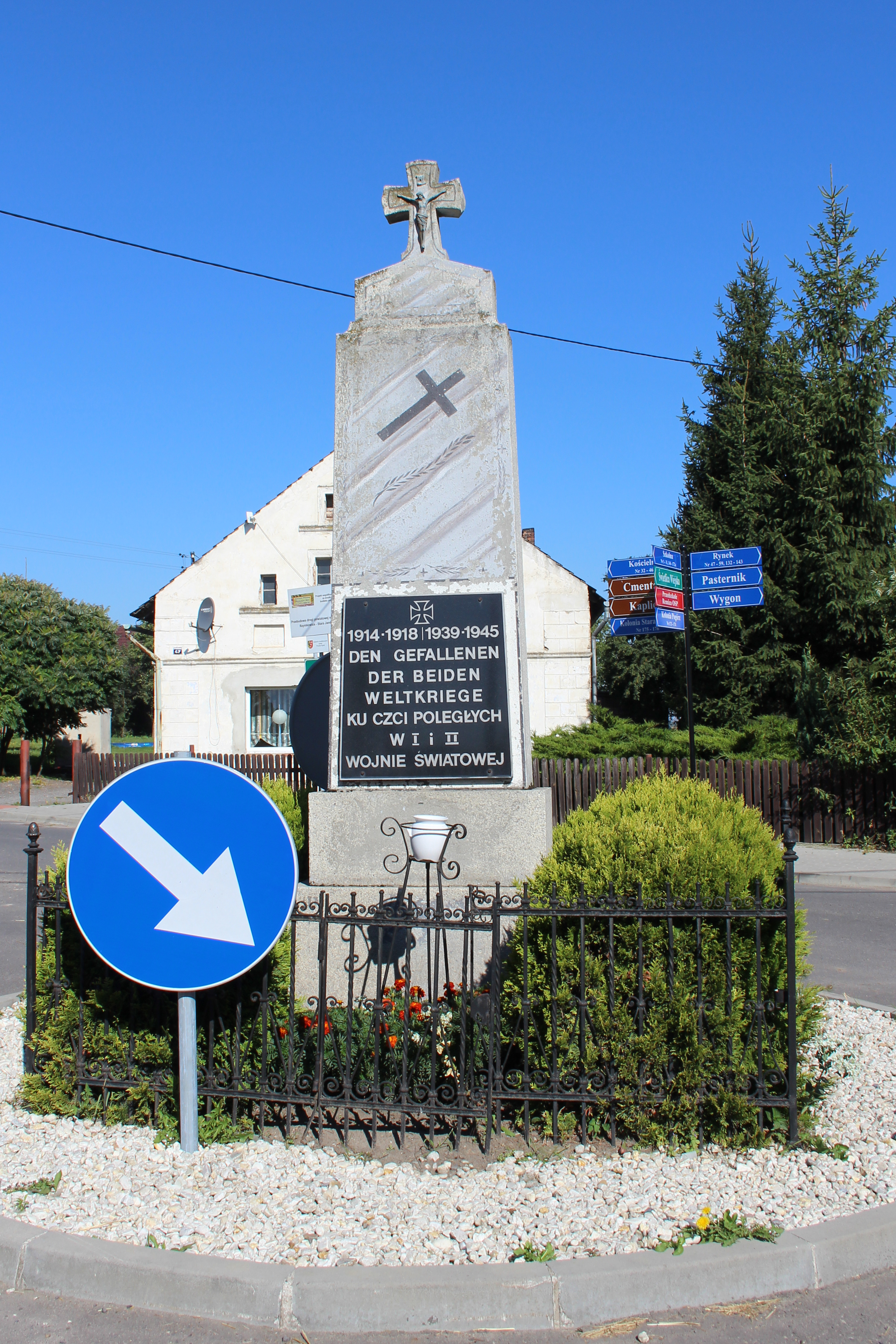
Pomnik ofiar I i II wojny światowej

W 1921 w zasięgu plebiscytu na Górnym Śląsku znalazła się tylko część powiatu prudnickiego. Rzymkowice znalazły się po stronie wschodniej, w obszarze objętym plebiscytem, w obwodzie nr 9 powiatu prudnickiego.
W okresie międzywojennym pogłębiająca się pauperyzacja mieszkańców powodowała emigrację zarobkową ludności polskiej do wielkich ośrodków przemysłowych na Górnym Śląsku i w głębi Niemiec. Z powodu owego wychodźstwa liczba mieszkańców wsi rosła wolno. I tak np. w 1925 r. w Rzymkowicach mieszkało 948 osób, w tym 708 (74,68%) mówiących językiem polskim, 157 (16,56%) – językiem niemieckim i polskim, 83 (8,76%) – językiem niemieckim. Z danych tych wynika, iż odsetek mieszkańców mówiących językiem polskim zmalał z 95,35% (1910 r.) do 74,68%. Osiem lat później (1933 r.) w Rzymkowicach żyło 973 mieszkańców; 562 (57,76%) spośród nich mówiło językiem polskim, 65 (6,68%) – językiem niemieckim i polskim, 346 (35,56%) – językiem niemieckim. Dane te świadczą, iż nastąpił kolejny – niemal 17 – procentowy spadek polskiego stanu posiadania w omawianej wsi. W 1938 nazistowska organizacja Bund Deutscher Osten, zbierająca dane na temat języków używanych przez Ślązaków, napisała raport z ankiety przeprowadzonej w Rzymkowicach: „Rzymkowice. pow. prudnicki: Nie zaznacza się wzrost użycia języka niemieckiego. Wszyscy co do jednej rodziny mówią wyłącznie po polsku”.
W tym czasie w Rzymkowicach powstały i funkcjonowały drobne zakłady produkcyjne, usługowe oraz sieć handlowa. Znajdowały się tu wówczas: 3 zakłady szewskie, 2 krawieckie, 2 kołodziejskie, 3 rzeźnie, 2 masarnie, 2 piekarnie (jedna wytwarzała lody), 3 gospody, 4 sklepy wielobranżowe, cegielnia i młyn – wiatrak. Funkcjonowały też we wsi: urząd pocztowy (do 1945 r.), szkoła i przedszkole, prowadzone przez siostry zakonne Najświętszej Marii Panny, a także plac zabaw za kioskiem. W świetlicy wiejskiej młodzież organizowała spotkania i zabawy taneczne z miejscową orkiestrą, dużą popularnością cieszyły się takie gry, jak: skat i bilard. Środkami lokomocji były: rowery, wozy i bryczki (cztero – i dwukołowe).
W okresie II wojny światowej część mężczyzn z Rzymkowic służyła w szeregach Wehrmachtu. Podczas działań wojennych uległo zniszczeniu wiele budynków, w tym również całkowicie budynek szkolny (4 – izbowy obiekt szkoły zbiorczej, skupiający w 1939 220 uczniów). Odbudowa spalonej miejscowej szkoły trwała do końca 1948.

### Czasy polskie
W 1949 we wsi znajdowały się między innymi: szkoła podstawowa prowadzona przez Inspektorat Szkolny w Prudniku, krawiec, stolarz.
Do 1954 roku Rzymkowice należały do powiatu prudnickiego. W związku z reformą administracyjną, w 1954 Rzymkowice zostały odłączone od powiatu prudnickiego i przyłączone do niemodlińskiego. W latach 1950, 1960, 1966 i 1970 liczba mieszkańców Rzymkowic wynosiła odpowiednio: 833, 726, 747, 808. W 1970 r. z zawodów rolniczych utrzymywało się tu 46,0%, z zawodów pozarolniczych – 54,0%, natomiast aktywnych zawodowo było 51,7% ludzi. Dane te świadczą o tym, iż po wojnie Rzymkowice stały się wsią o charakterze przemysłowo–rolniczym.
W Rzymkowicach, gdzie mieszka stosunkowo dużo ludzi rodzimej, do dziś kultywuje się stare śląskie zwyczaje i obrzędy doroczne, jak również tradycje artystycznego rękodzielnictwa, tj. wspomnianą już wyżej sztukę wyrobu koronek siatkowych.
Rzymkowiczanie przywiązywali i nadal przywiązują dużą wagę do tradycyjnych zwyczajów i obrzędów obchodzonych z okazji różnych świąt, jubileuszy i rocznic. Szczególnie wyróżnia się tu: Boże Narodzenie, Święta Wielkanocne, Niedzielę Palmową, Boże Ciało i dożynki. Na Boże Narodzenie robi się w kościele i domach wieńce adwentowe z 4 świecami, stroi choinki z szopką betlejemską, następnie przygotowuje się Wigilię, zwaną tu Wiliją. Do stołu zasiada się w momencie ukazania się pierwszej gwiazdki, spożywa się rybę, grochówkę, makówkę, białą kiełbasę, śledzie, kompot z suszonych owoców.
Natomiast Święta Wielkanocne zaczyna się od strojenia domów symbolami wielkanocnymi: jajkami, zajączkami, kurami, pisklętami, baziami. Wielki Tydzień wypełniają obrzędy: środa – palenie Judasza (skoczki), czwartek, piątek – stawianie krzyżyków na polach, oraz obmywanie się w wodzie (studni, źródle, strumyku, rzece – dawniej dzieci myły nogi rodzicom). W niedzielę Zmartwychwstania dzieci szukają zajęczego gniazda, gdzie są schowane na tę okazję prezenty. W drugim dniu świąt tradycja każe oblewać się wodą (zwłaszcza dziewczyny), za co polewający otrzymuje kroszonki.
Z Niedzielą Palmową łączy się zwyczaj przechowywania poświęconych palm, które mają chronić od nieszczęść. Z kolei główne uroczystości związane z Bożym Ciałem to procesja po ustrojonej części wsi. Rzymkowiczanie do dziś stawiają na drodze najwspanialsze ołtarze i bramy. Istotnym wydarzeniem corocznym we wsi są dożynki (żniwok), których rangę podnosi wspaniały wieniec kłosowy lub ziarnkowy; barwny korowód przejeżdża przez wieś, później odbywa się festyn.
W 1995 gmina Korfantów przeprowadziła wśród mieszkańców ankietę dotyczącą przynależności administracyjnej w obliczu nadchodzącej reformy. Mieszkańcy Rzymkowic opowiedzieli się za przynależnością do powiatu prudnickiego. W dniu 31 XII 1996 r. Rzymkowice, liczące 750 ha powierzchni gruntów, zamieszkiwało 648 osób, wśród których było 4 rolników posiadających gospodarstwa o powierzchni ponad 20 ha. Aktualnie Rzymkowice to typowa wieś rolnicza.
Wieś posiada również remizę Ochotniczej Straży Pożarnej. Obecnie duża część mieszkańców Rzymkowic należy do koła Mniejszości Niemieckiej i posiada podwójne obywatelstwo: polskie i niemieckie. Naukę języka niemieckiego w miejscowej szkole wprowadzono w 1990 r.

## Gospodarka
W Rzymkowicach siedzibę ma firma Zakład Instalacji Sanitarnych i C.O. Thoma Joachim, zrzeszona w Cechu Rzemieślników i Przedsiębiorców w Prudniku.

## Transport
Transport autobusowy w Rzymkowicach obsługiwany był przez PKS Prudnik. W 2004 prudnicki PKS został sprywatyzowany z udziałem Connex Polska. W 2008, w wyniku połączenia spółek PKS Connex Prudnik i PKS Connex Kędzierzyn-Koźle, utworzona została spółka Veolia Transport Opolszczyzna, w 2013 przejęta przez Arriva Bus Transport Polska. W 2019 Arriva wycofała się z Prudnika. Wówczas organizacją przewozów pasażerskich w Rzymkowicach i okolicy zajęły się ościenne PKS-y. W grudniu 2021 powołano Powiatowo-Gminny Związek Transportu „Pogranicze”, mający na celu poprawę jakości transportu.

## Turystyka
Oddział PTTK „Sudetów Wschodnich” w Prudniku ustanowił turystyczną Odznakę Krajoznawczą Ziemi Prudnickiej, którą zdobywa się poprzez zwiedzenie odpowiedniej liczby obiektów w miejscowościach położonych na ziemi prudnickiej, w tym w Rzymkowicach.

### Szlaki rowerowe
Przez Rzymkowice prowadzi szlak rowerowy:
- Trasa rowerowa PTTK nr 262-z: Biała – Stare Miasto – Solec – Rostkowice – Gostomia – Nowa Wieś Prudnicka – Urszulanowice – Moszna – Ogiernicze – Łącznik – Chrzelice – Rzymkowice – Pogórze – Frącki – Brzeźnica – Górka Prudnicka – Ligota Bialska – Biała